# تپه غازان‌بیک
تپهٔ غازان‌بیک در روستایی به همین نام در کنار جاده به فاصلهٔ نیم کیلومتری راه شمس‌خان به درگز قرار دارد و در حدود ۷۰۰ متر از سطح دریا ارتفاع دارد. قبرستان شمس‌خان متعلق به اقوامی است که در تپهٔ غازان‌بیک سکونت داشتند و مربوط به دورهٔ پارتی و ساسانی است. وجود دخمه‌های غازان‌بیک، احتمال سکونت قوم ماد در این منطقه را تقویت می‌کند؛ زیرا مادها دخمه‌نشین بوده‌اند.